# John Allan (Manager)
John Murray Allan (* 1948) ist ein britischer Manager.
Er war Chief Executive Officer beim britischen Logistikkonzern Exel, der 2005 für 5,5 Mrd. Euro von der Deutschen Post übernommen wurde. Allan wurde 2006 Mitglied des Vorstands der Deutschen Post für den Bereich Logistik mit Hauptquartier in Bracknell. Von 2007 bis 2009 war er zuständig für die Ressorts Finanzen und „Global Business Services“, sein Nachfolger als Logistikvorstand wurde Frank Appel. Im Finanzressort ist er direkter Nachfolger von Edgar Ernst. John Murray Allan werden umfangreiche Erfahrungen in den Bereichen Mergers & Acquisitions, Cash Management, Controlling und Accounting sowie Financial Reporting zugeschrieben.

## Beruflicher Werdegang
- 1970: Universität Edinburgh BSc (Hons.) in Mathematik
- 1970: Lever Brothers Ltd
- 1973: Bristol-Myer Company Ltd
- 1977: Fine Fare Ltd
- 1985: BET plc
- 1994: Exel plc, Chief Executive Officer
- 2007: Deutsche Post, Finanzvorstand